# Tredjeorden
Tredjeorden eller tertiärorden är ordensgemenskaper inom kristendomen för lekmän, män och kvinnor som kallas tertiarer. Dessa avlägger endast begränsade löften och kan vara gifta, lever "i världen" och utan celibatslöften, men med gemensamma, förpliktande religiösa livstidslöften. 
För dem som av något skäl ej kunde ingå i de egentliga ordnarna bildades under Franciskus av Assisis inflytande botbrödraskap, av Nikolaus IV 1289 organiserade till Fratres de poenitentia Sancti Francisci eller den helige Frans tredje orden och många av tertiärordnarna är grundade redan på medeltiden. De är oftast kopplade till en vanlig klosterorden. Betydande medlemsantal inom romersk-katolska kyrkan har mendikantordnarna; franciskanernas, karmeliternas och dominikanernas tredjeordnar. 

## Protestantiska samfund

### Svenska kyrkan
I Svenska kyrkans högkyrkliga tradition finns liknande brödra- och systraskap med årligen förnyade löften, men utan celibatslöften eller kommunitetsliv och utan gemensam klädedräkt, som dock inte är formellt kopplade till någon klosterorden. Störst av dem är  Societas Sanctæ Birgittæ (grundat 1920), som i nutiden vill praktisera ett fromhetsliv i den heliga Birgittas anda. I sin spiritualitet står man Birgittinorden nära. Man har omkring 200 medlemmar. Flera av brödra- och systraskapen är knutna till ett visst stift, till exempel Törnekronans samfund i Skara stift (grundat 1951; ordenstecken: ett likarmat silverkors med en törnekrans som omsluter ett tunt kors med två grekiska bokstäver i varje korsfält IC XC NI KA).
- Sodalitium Sancti Sigfridi i Växjö stift (grundat 1947) har som ordenstecken ett likarmat silverkors med kvadrater ytterst på korsarmarna och på dem bokstäverna S S S, på nedre korsarmen en heraldisk bild av S:t Sigfrid).
- Sodalitium Confessionis Apostolicae (SCA) i Lunds stift grundades 1919, men är numera upplöst. Dess ordenstecken var ett slätt, likarmat klöverbladskors av silver, ritat (och signerat) av Wiven Nilsson.
- Societas Corporis Christi (SCC) i Västerås stift grundades 1959. Biskop John Cullberg var sällskapets förste visitator.
- Societas Sanctae Trinitatis är verksamt i Göteborgs stift (2000).